# Ranchitos Las Lomas
Ranchitos Las Lomas is een plaats (census-designated place) in de Amerikaanse staat Texas, en valt bestuurlijk gezien onder Webb County.

## Demografie
Bij de volkstelling in 2000 werd het aantal inwoners vastgesteld op 334.

## Geografie
Volgens het United States Census Bureau beslaat de plaats een oppervlakte van
56,8 km², waarvan 56,6 km² land en 0,2 km² water.

## Plaatsen in de nabije omgeving
De onderstaande figuur toont nabijgelegen plaatsen in een straal van 32 km rond Ranchitos Las Lomas.